# 巴力
巴力または巴力・買買提依力（はりょく、バーリーまたはバーリー・ママティリ、ウイグル語：بارى مەمتىلى 、1989年1月27日- ）は中華人民共和国新疆ウイグル自治区イリ・カザフ自治州アルタイ地区コクトカイ県出身、U23中国代表歴のあるウイグル人プロサッカー選手。青島黄海足球倶楽部所属。ポジションはフォワード。

## 来歴
14歳の時、新疆宋慶齡サッカースクールに入学。2007年、新疆体彩足球倶楽部でデビューし、レギュラーとして乙級リーグで2シーズン活躍した。2010年、杭州緑城に移籍、また2011年2月には、U23中国代表に選出された。2011年3月に行われたAFCチャンピオンズリーグ2011の対名古屋グランパス戦では、59分に途中交代で投入されると、60分にFWルイス・アルフレード・ラミレスに右サイドからクロスを上げて1点目、さらに86分には自身で右サイドから見事なゴールを決めて2点目を追加し、チームを勝利に導いた。この活躍で一躍時の人となった。。2012年10月25日、杭州緑城から除名処分された。2013年に江蘇舜天足球倶楽部へ入団した。

## 私生活
- 2011年3月、ACL後に、中国CCTV5の「足球之夜」という番組で注目の新人として巴力の特集番組が組まれ、インタビューの中でサッカーから私生活にいたるさまざまな質問に答えた。杭州では親しみを込めて「巴蒂（バティ）」というニックネームで呼ばれていることや、杭州緑城のチームメイトとはとても良好な関係であるが、どの選手も彼女がいて、自分は新疆ウイグル自治区にいる彼女と遠距離恋愛のため、映画を見に行くといった遊びの相手がいないことなどを明かした[2]。
- 2012年7月1日頃から朝食を取らなかったり、練習に遅刻したりするようになり、同年9月には杭州緑城のアウェイの遠征を放棄したため、岡田武史が練習への参加を禁じ、10月25日、杭州緑城から除名処分された[3]。

## 所属クラブ
- 新疆体彩 2007-2009
- 杭州緑城 2010-2012
- 江蘇舜天 2013-2015
  -  新疆天山雪豹 (loan) 2014
- 青島黄海/青島 2016-2021
- 新疆天山雪豹 2022-2023